# Andrea Poli
Andrea Poli (Vittorio Veneto, 29 de setembro de 1989) é um futebolista italiano que atua como meia. Atualmente está no Pro Sesto.

## Títulos
Milan
- Supercopa da Itália: 2016